# Souraha Pharsatikar
Souraha Pharsatikar – gaun wikas samiti w zachodniej części Nepalu w strefie Lumbini w dystrykcie Rupandehi. Według nepalskiego spisu powszechnego z 2001 roku liczył on 1395 gospodarstw domowych i 7973 mieszkańców (4140 kobiet i 3833 mężczyzn).